# Frenesia missa
Frenesia missa är en nattsländeart som först beskrevs av Milne 1935.  Frenesia missa ingår i släktet Frenesia och familjen husmasknattsländor. Inga underarter finns listade i Catalogue of Life.